# Dolmány (ruhadarab)

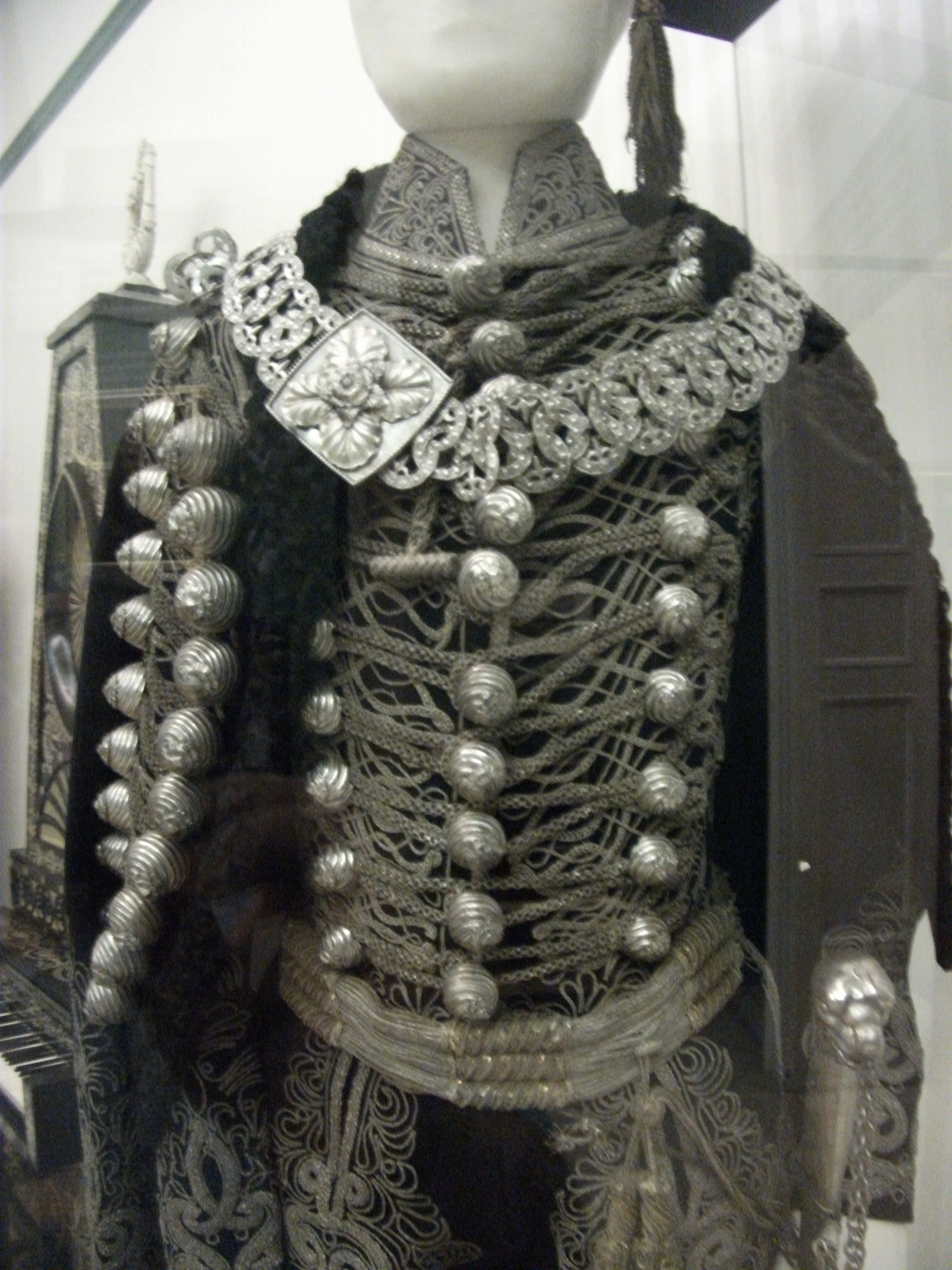
19. századi magyar dolmány udvari viselethez ezüst zsinórral

A dolmány  térdig vagy combközépig érő, testhezálló, felálló gallérú, férfi felsőruha, amely általában posztóból készül. Elsőként a magyar huszárok viselték.

## A szó eredete
A dolmány  oszmán-török eredetű, a dolama szóból származik a magyar nyelvben. Egyéb elnevezései: dómán (Sopron), dokány (Csallóköz), dóka (Alföld), dolmánt, domány (Erdély). 

## Jellemzői
Térdig vagy combközépig érő, testhezálló, felálló gallérú felsőruha, amelyet közvetlenül az ing felett viseltek. Ujját néha visszahajtották, néha pedig lehajtva viselték; léteztek úgynevezett "csonka ujjú" dolmányok is, amelyek az alkaron szabadon hagyták az inget. 

## Története
A parasztság ruházatában csak a 16. század óta ismert. A dolmány a 18. században alakuló posztómanufaktúrák vásárlókörzetében és általában gazdag paraszti körökben  országszerte elterjedt. Az úri viseletben akkoriban rövid formában volt használatos. Csak a reformkortól szorították vissza az újabb típusú ujjasok. Divatja a legszegényebb körülmények között élőkhöz csak a 19. század végén jutott el.